# یو سه یون
یو سه یون (کره‌ای: 유세윤؛ زادهٔ ۱۲ سپتامبر ۱۹۸۰) کمدین و مجری تلویزیونی اهل کره جنوبی است.